# Сапега, Павел (1781—1855)
Князь Павел Сапега (1781, Каменец-Подольский — 2 января 1855, Варшава) — польско-литовский магнат из княжеского рода Сапег.

## Биография
Третий сын последнего воеводы смоленского Францишека Ксаверия Сапеги и Терезы Суфчинской (1744—1827).
В 1796 году вступил в русскую армию и был офицером лейб-гвардии Егерского полка. Рыцарь Мальтийского ордена, служил во французской армии, где в 1807 году получил чин подполковника. В течение некоторого времени оставался в штабе князя Юзефа Понятовского. В 1808—1811 годах советник департамента в варшавской префектуре. В апреле 1809 года награждён Орденом Почётного Легиона.
В 1812 году сформировал на собственные средства литовский кавалерийский полк и возглавлял его в течение Русской кампании. Во время «100 дней» присоединился к императору и был 16 июня 1815 года произведён в бригадные генералы. После 1815 года занимал должность маршалка шляхты в Августовской губернии в Царстве Польском. Скончался в Варшаве.

## Семья и дети
В 1806 году в Варшаве женился на графине Пелагее Розе Потоцкой (31.08.1775—12.03.1846), дочери графа Станислава Щенсного Потоцкого (1751—1805) от брака его с Юзефиной Амалией Мнишек (1752—1798). Первым браком Пелагея Потоцкая была замужем за генералом литовской артиллерии, князем Франтишеком Сапегой (1772—1829), и имела от него сына и дочь. После развода получила от первого мужа имение Высокое, где построила новый дворец. Скончалась в Париже и похоронена на кладбище Монмартр. Дети: 
- Ксаверий (4 октября 1807 — 2 августа 1882), 1-я жена с 1832 года Констанция Гонората Собанская (1814—1838), 2-я жена с 1840 года Людвика Пац (1819—1895)
- Леон (9 августа 1811 — 17 ноября 1884), женат с 1838 года на Иоанне Тышкевич-Логойской (1816—1873)